# Kuota
Kuota war ein italienischer Fahrradhersteller mit Sitz in Lazise, Italien. 2021 wurde das Geschäft nach China verkauft. Der Käufer ließ die Marke erlöschen. Seit 2023 ist die Marke wieder mit neuen Eigentümern am Markt.

## Produkte
Kuota war zu Beginn eine Marke der Firma SINTEMA SPORT SRL aus Albiate, Italien.
Es werden hochwertige Fahrräder und -Komponenten für Straßenradrennen, den Mountainbike-Sport und Triathlon hergestellt; ein neueres Produkt ist ein Rahmenmodell für Querfeldein-Rennen. Vornehmlich kommen für den Bau Karbonfasern zum Einsatz, die Rahmen wurden in der Vergangenheit meist in aufwendiger Monocoque-Bauweise hergestellt. Einheitliches Merkmal aller Modelle ist, dass ihr Name stets mit dem Buchstaben „K“ beginnt.

## Sponsoring
Kuota ist ein weltweit aktiver Sponsor von Profi-Radrennteams, U23-Teams, Nachwuchs-Teams und Triathleten. So wurden im Jahr 2009 das französische Professional Continental Team Agritubel, OUCH-Maxxis aus den USA und das Continental Team Kuota-Indeland aus dem nordrhein-westfälischen Stolberg (Rhld.) mit Rädern unterstützt. 2010 und 2011 stattete Kuota das ProTeam ag2r La Mondiale mit Rädern aus. Außerdem fahren namhafte Triathleten wie Normann Stadler, Laurent Vidal und Andy Potts ebenfalls mit Kuota-Rädern.

## Bilder

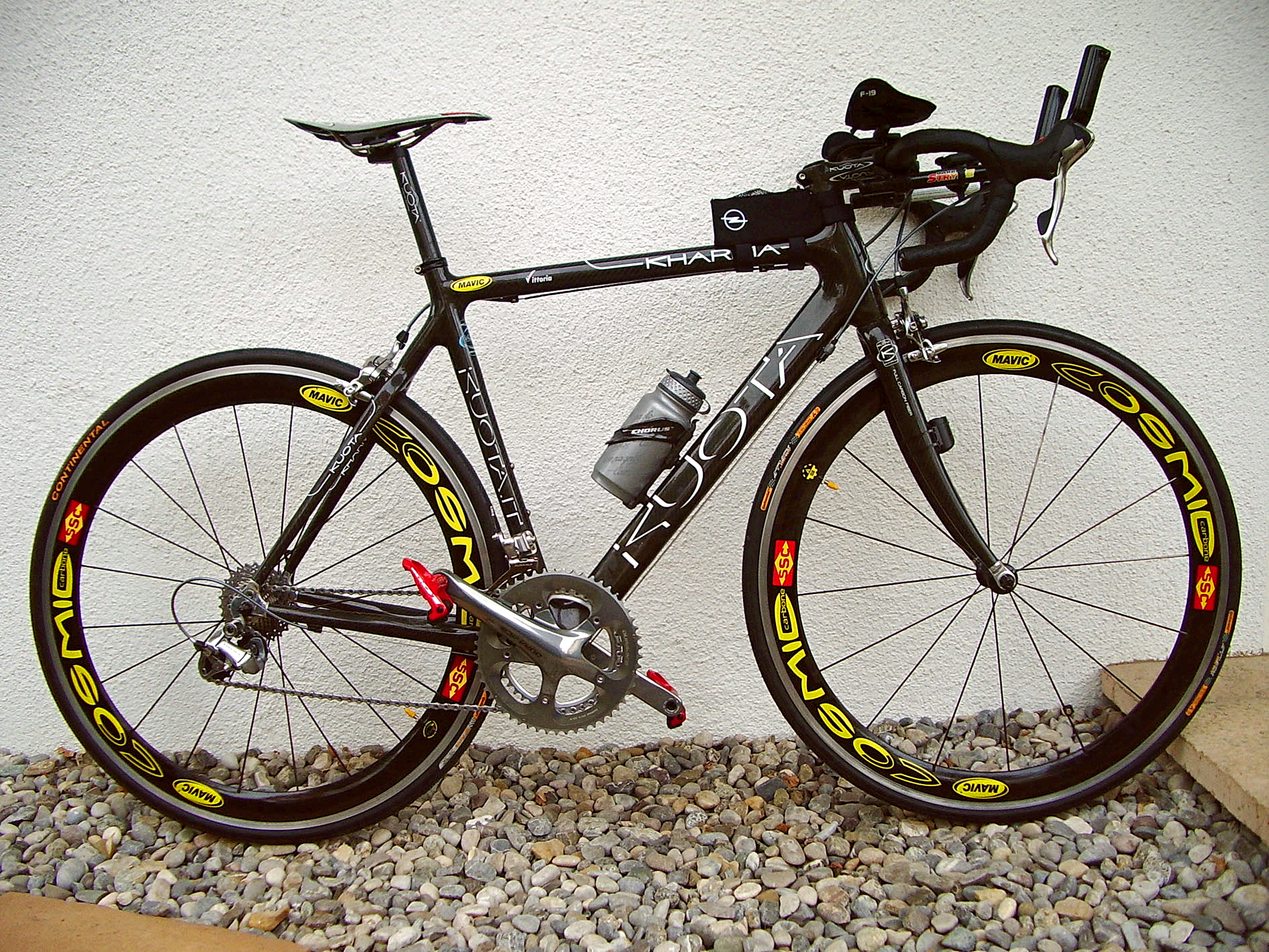
Kuota Kharma – als Triathlon-Aufbau
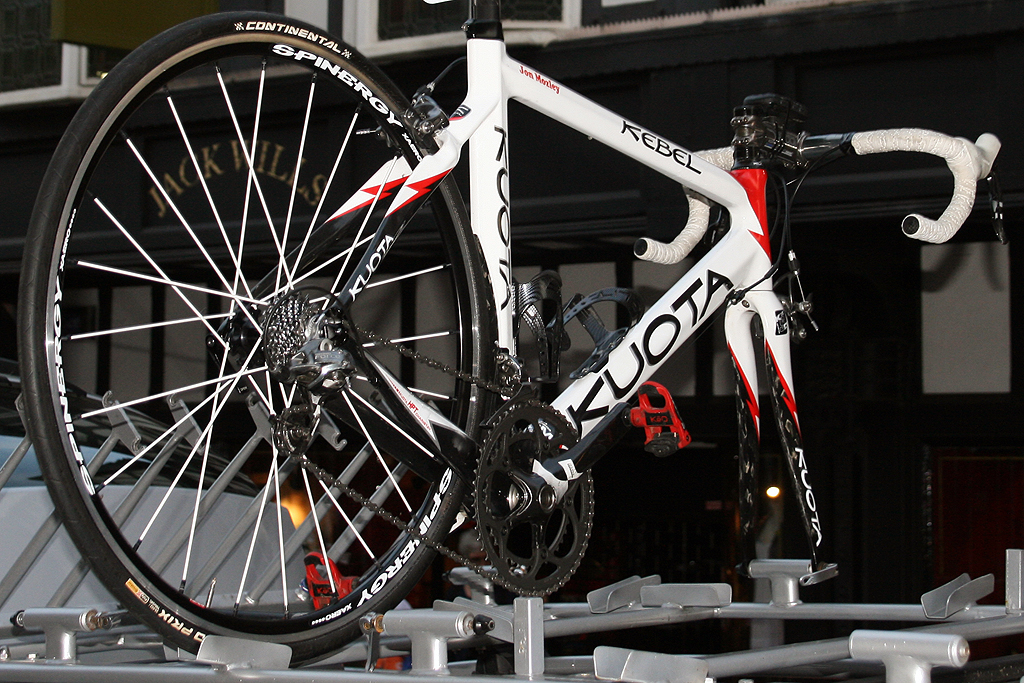
Kuota Kebel
Kuota K.I.S.S. – Aluminium-Rahmen mit Karbon-Hinterbau und -Gabel
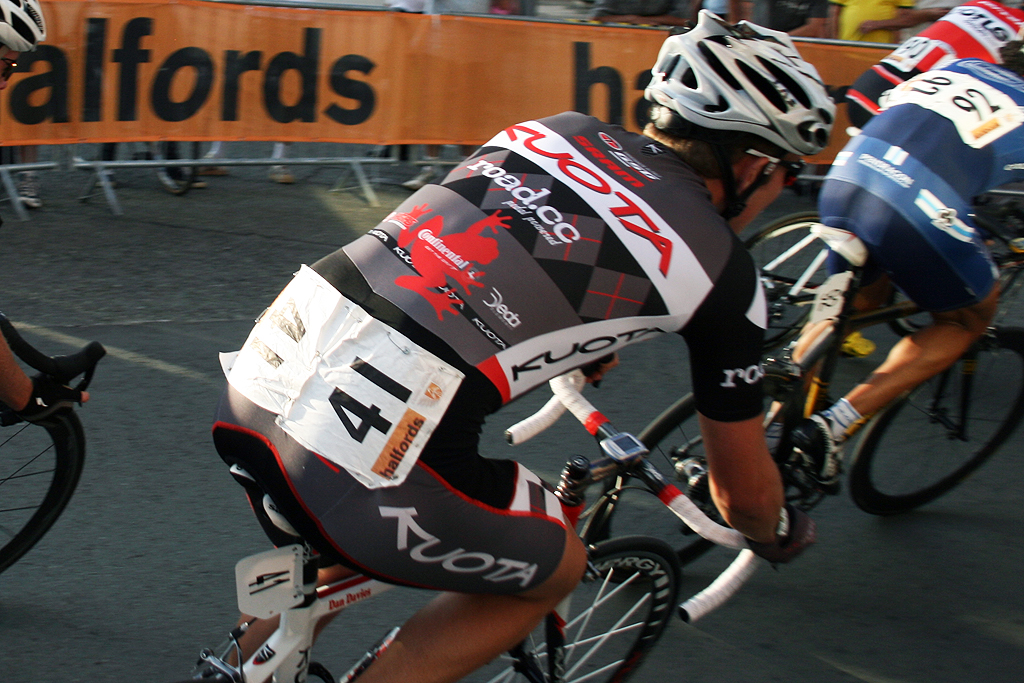
Ein Fahrer des Teams Kuota-road.cc (2010)